# Hoya finlaysonii
Hoya finlaysonii är en oleanderväxtart som beskrevs av Robert Wight. Hoya finlaysonii ingår i släktet Hoya och familjen oleanderväxter. Inga underarter finns listade i Catalogue of Life.